# Orach Chayim
Orach Chayim (do hebraico אורח חיים) é uma seção da Arba'ah Turim, compilação da Halachá feita pelo rabino Yaakov ben Asher.